# Притвисена
Притвисена — правитель в древнеиндийском государстве Западных Кшатрапов в III веке.

## Биография
Отцом Притвисены был Рудрасена I. Найденные с именем Притвисены монеты являются редкими и содержат только одну дату их чеканки, которая, по всей видимости, соответствует 222 году н. э. Поэтому, по мнению ряда учёных, его правление было очень недолгим. При этом Притвисена, как отмечал Э. Рэпсон и другие исследователи, был кшатрапом, а не махакшатрапом, в отличие от своего отца и дяди Самгхадамана. Возможно, что переход трона от старшего брата к младшему позволил обеспечить большую внутреннюю и внешнюю стабильность государства. Но, согласно предположению П. Тэндона, Притвисена мог быть насильственно лишен власти другим своим дядей Дамасеной.